# Jacques Doucet (velejador)
Jacques Doucet foi um velejador francês, medalhista olímpico. Ele competiu nas provas de classe 2 – 3 Ton realizadas nos Jogos Olímpicos de Verão de 1900, conquistou a medalha de prata tanto na primeira quanto na segunda corrida disputada a bordo do Favorite 1 ao lado de Léon Susse, Auguste Godinet e Henri Mialaret.